# Gnieźnik leśny
Gnieźnik leśny, gniazdosz leśny (Neottia nidus-avis) – gatunek byliny należący do rodziny storczykowatych (Orchidaceae). Występuje na większej części obszarów Europy, a także na Kaukazie i Uralu. W Polsce występuje na całym obszarze, ale jest rośliną rzadko spotykaną. Jest przedstawicielem nielicznej grupy heterotroficznych roślin bezzieleniowych.

## Nazewnictwo
Gatunek o wielu synonimach nazwy naukowej:
- Distomaea nidus-avis (L.) Spenn.
- Epipactis nidus-avis (L.) Crantz
- Helleborine nidus-avis (L.) F.W.Schmidt
- Helleborine succulenta F.W.Schmidt
- Listera nidus-avis (L.) Curtis
- Malaxis nidus-avis (L.) Bernh.
- Neottia abortiva Gray 	Misapplied
- Neottia macrostelis Peterm.
- Neottia nidus-avis f. dilatata Zapal.
- Neottia nidus-avis f. glandulosa Beck
- Neottia nidus-avis f. micrantha Zapal.
- Neottia orobanchoidea St.-Lag.
- Neottia squamosa Dulac
- Neottidium nidus-avis (L.) Schltdl.
- Ophrys nidus-avis L.
- Serapias nidus-avis (L.) Steud.

## Morfologia

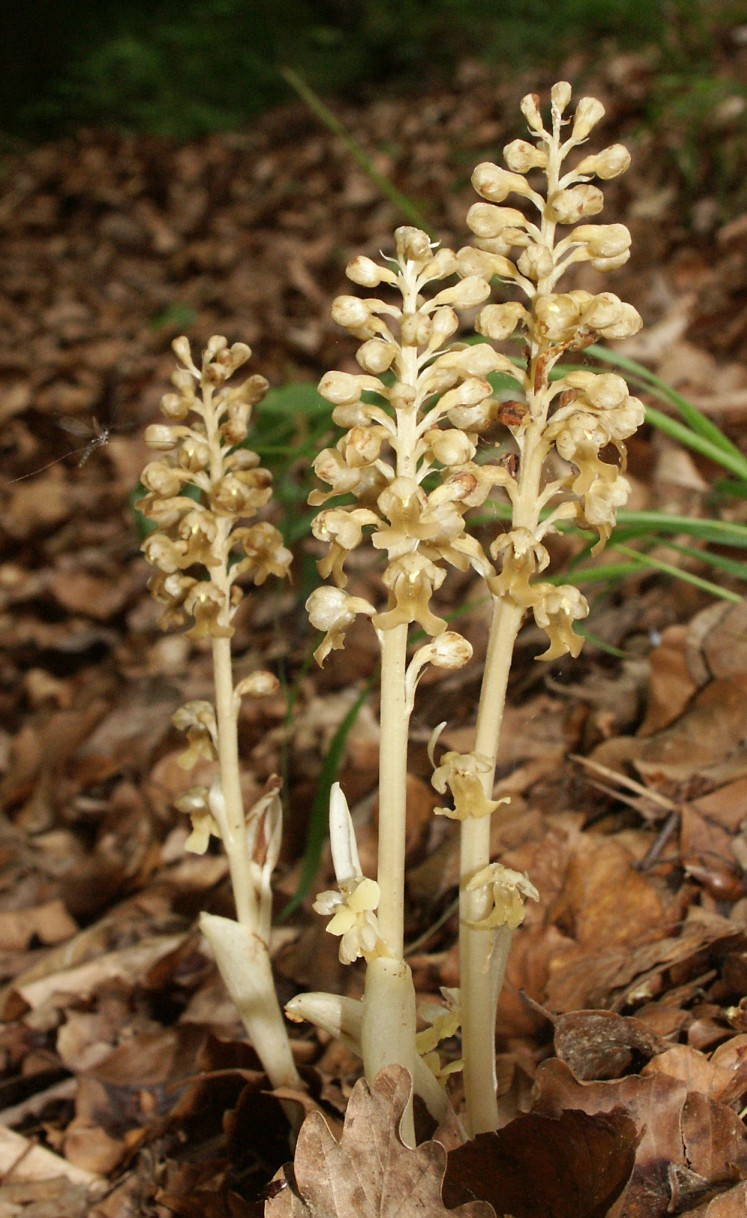
Pokrój

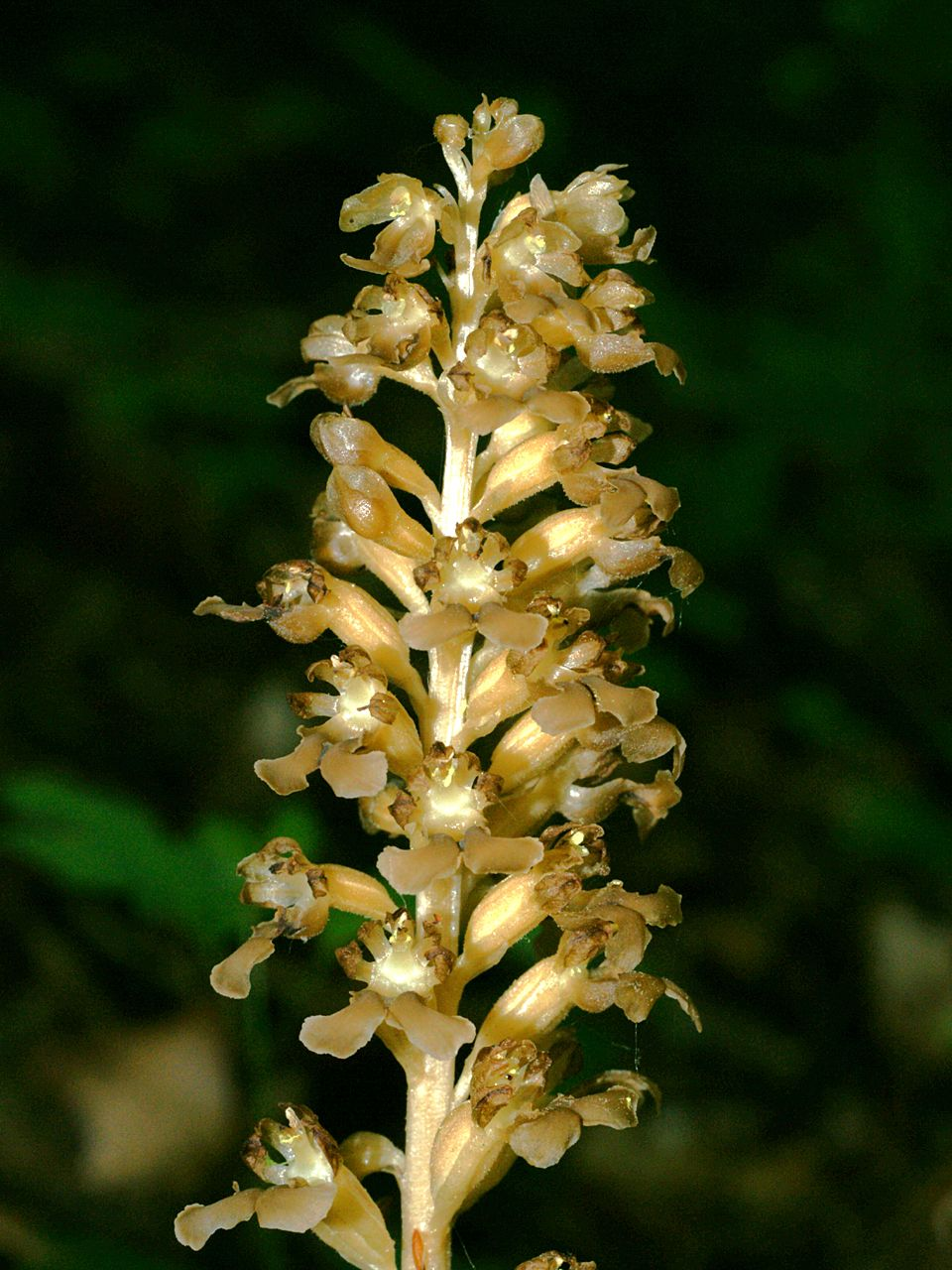
Kwiatostan

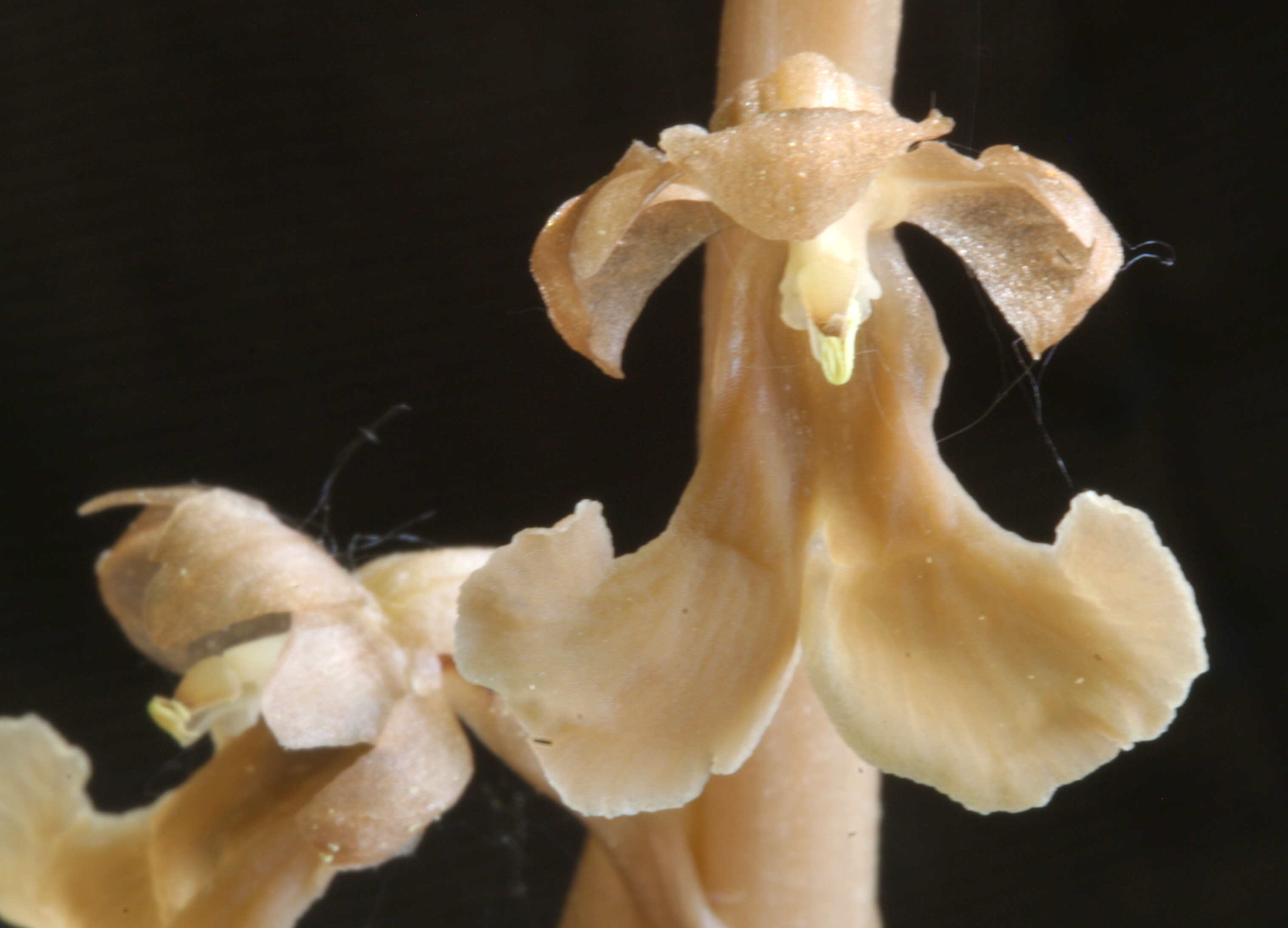
Kwiat

PędPo kilku–kilkunastu latach podziemnego rozwoju wypuszcza nadziemne pędy z kwiatami i zredukowanymi liśćmi. Pędy o wysokości do 50 cm są początkowo żółte, później brunatne, grube i soczyste.
LiścieNa pędach występują łuskowate, również bezzieleniowe liście, o tym samym kolorze co pęd. Podobnie jak pozostałe części rośliny, są one niezdolne do fotosyntezy. Zazwyczaj jest ich 4–5, najczęściej są to tylko pochwy liściowe, czasami krótkie, blaszki o postrzępionych końcach.
KwiatyZebrane w grono liczące 10–30 małych kwiatów bez ostrogi, tej samej barwy co pęd. Złożone są z 6 działek o długości do 8 mm z dwuklapową warżką o długości do 12 mm. Pozostałe działki okwiatu tworzą hełm, wewnątrz którego znajduje się prętosłup.
OwocRozdęta torebka o długości do 10 mm.
KorzeńGrube i soczyste korzenie, które są splątane na kształt ptasiego gniazda (stąd nazwa rodzajowa rośliny).

## Biologia
Roślina wieloletnia, która przez większą część roku jest ukryta pod ziemią. Jedynie w okresie kwitnienia wypuszcza nadziemne pędy, które obumierają po wydaniu nasion. Jest myko-heterotrofem, który substancje odżywcze konieczne do wzrostu czerpie z grzybów, na których pasożytuje. Nasiona kiełkować mogą dopiero po wniknięciu do ich środka strzępek grzyba.
Po raz pierwszy zakwita dopiero w dziewiątym roku życia, do tego czasu rozwój rośliny odbywa się pod ziemią. Kwiaty nie wydzielają odczuwalnego przez człowieka zapachu i nie wytwarzają nektaru, zwabiają jednak muchówki, które je zapylają. Często jest to zapylenie krzyżowe, jednak w niesprzyjających warunkach (zła pogoda, brak owadów) dochodzi do samozapylenia. Kwitnie od drugiej połowy maja do czerwca. Gnieźnikowi zdarza się kwitnąć również pod ziemią. Ma to miejsce wtedy, gdy ziemia jest bardzo twarda i pęd nie może się przez nią przebić lub jest głęboko pod ziemią. Jednak i wówczas wytwarza nasiona w wyniku samozapylenia.
Liczba chromosomów 2n = 36.

## Ekologia
Bylina, geofit. Rośnie w różnych typach lasów, szczególnie jednak w cienistych buczynach i grądach, na glebie umiarkowanie żyznej i bogatej w sole wapnia. Rośnie również na torfowiskach i wrzosowiskach. Zwykle na jednym stanowisku występuje od kilku do kilkunastu osobników. W górach występuje po regiel dolny. W klasyfikacji zbiorowisk roślinnych gatunek charakterystyczny dla O. Fagetalia.

## Zagrożenia i ochrona
Od 2014 roku roślina objęta w Polsce częściową ochroną gatunkową. W latach 1946–2014 gatunek znajdował się pod ochroną ścisłą. Występuje w niemal wszystkich polskich parkach narodowych. Ogólnie gatunek nie jest zagrożony, jedynie miejscowo jego kolonie mogą ginąć w wyniku gospodarczego użytkowania lasów i niszczenia ich runa. 